# محمد یکم شروانشاه
محمد یکم شروانشاه دومین فرمانروای مستقل شروان بود که پس از مرگ پدرش به حکومت رسید. اطلاعات بسیار کمی در رابطه با او وجود دارد.